# St. Luzikapelle

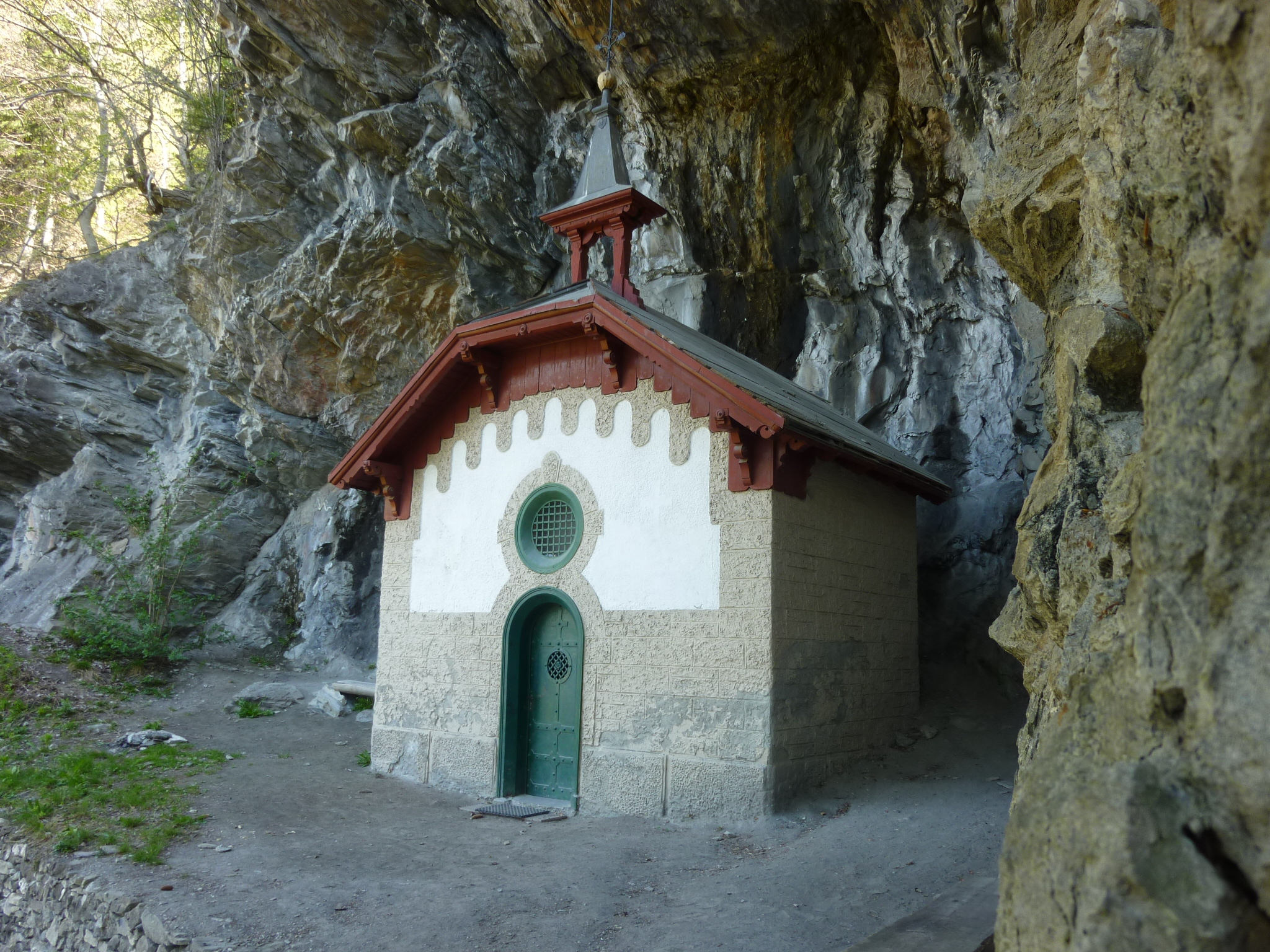
St. Luzikapelle 2011

Die St. Luzikapelle (auch gebräuchlich St. Luziuskapelle, nicht zu verwechseln mit der nahegelegenen St. Luziuskirche) liegt in etwa 960 Meter Höhe, etwa 45 Gehminuten vom Hof (in der Churer Altstadt) entfernt, an einem Wanderweg oberhalb der Schanfiggerstrasse in einer Felsgrotte am Mittenberg im Bündner Hauptort Chur. Sie steht unter dem Patrozinium des Luzius von Chur und ist im Besitz des Priesterseminars St. Luzi der Theologischen Hochschule Chur.

## Geschichte
Ersturkundlich erwähnt wird eine Andachtsstätte am Ort der heutigen Kapelle am 23. März 1385. Der Besuch des Ortes war an diesem Tag mit einem vom Churer Bischof Johann II. von Ehingen gewährten Ablass verbunden. Die Kapelle selbst wurde nach Ende der Bündner Wirren zwischen 1645 und 1660 errichtet.
Im Jahre 1672 wurde die Kapelle ausgeraubt. Der Fall erregte in ganz Graubünden grosses Aufsehen, lief er doch den Anstrengungen der politischen Konsolidierung und der konfessionellen Befriedung nach den Verheerungen der Kriegszeit zuwider. Der Täter, Georgius Salis aus Jenins und wohnhaft in Chur, konnte ermittelt werden. Er wurde mit lebenslanger Verbannung aus dem Freistaat der Drei Bünde bestraft.
1976 wurde die Kapelle durch Studenten des Priesterseminars restauriert. Im selben Jahr wurde sie durch Bischof Johannes Vonderach wieder dem gottesdienstlichen Gebrauch übergeben.

## Bau
Die Kapelle zeigt einen nahezu quadratischen Grundriss und ist als einräumige Saalkirche konzipiert. Hinter dem mit einer Granitplatte belegten Altar ist ein schlichtes Eisenkreuz in die Wand eingebracht.
Links an der Wand ist die Heiligenfigur des Luzius in Form einer Gipsplastik zu sehen. Als hagiographisches Charakteristikum hält er einen Wanderstab in der Hand.

## Galerie

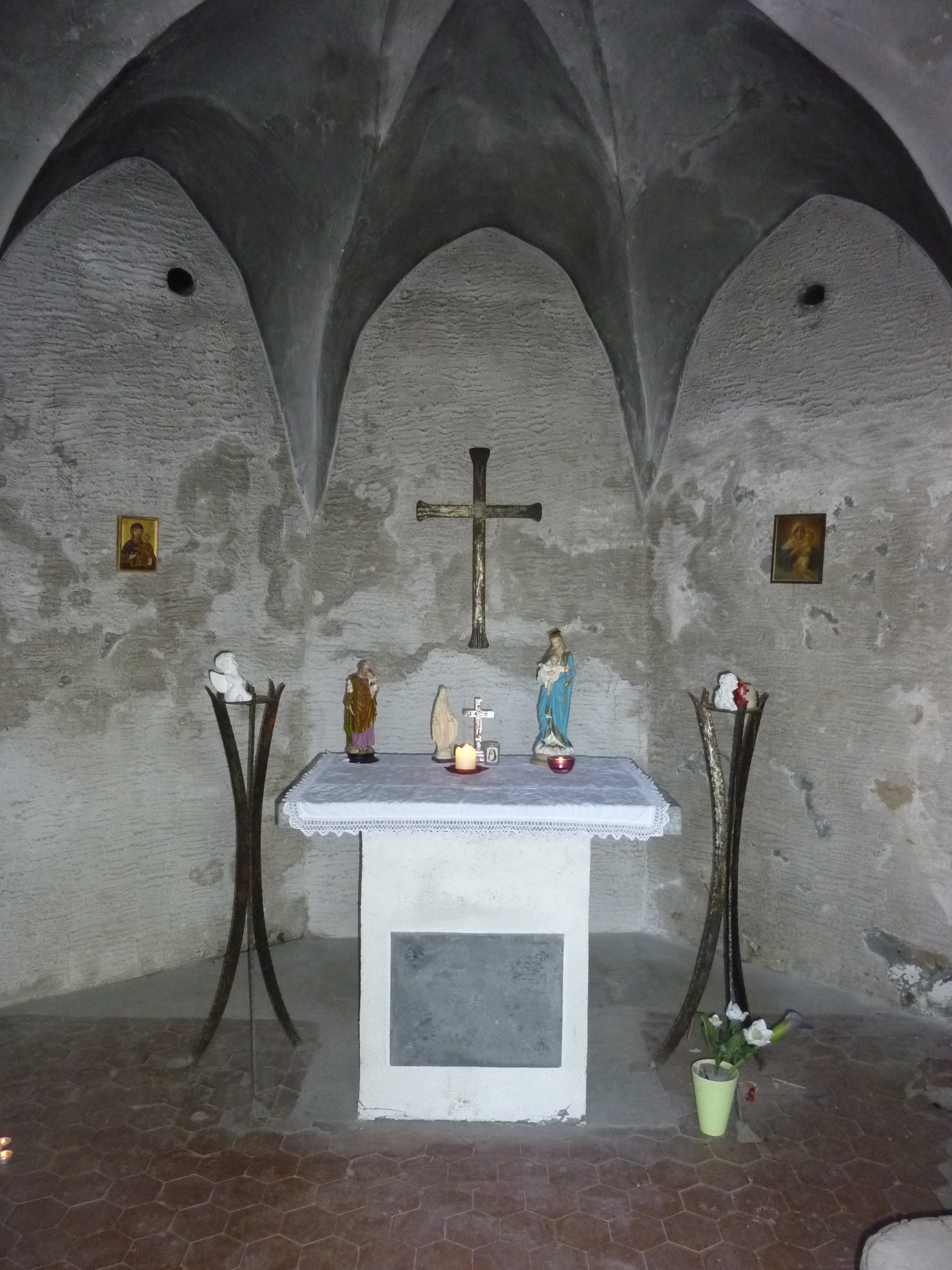
Altar
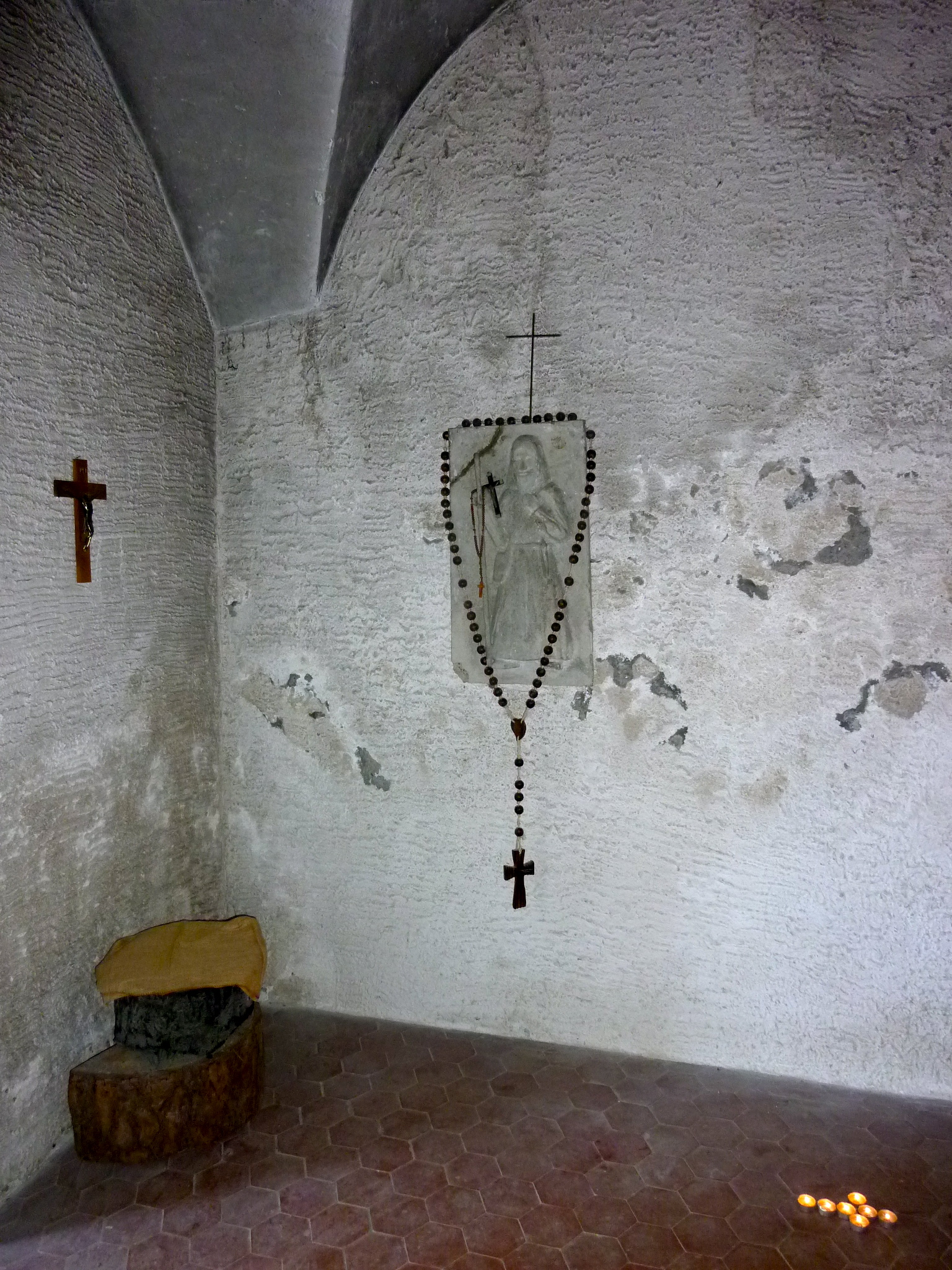
Ecke mit Heiligenfigur des Luzius
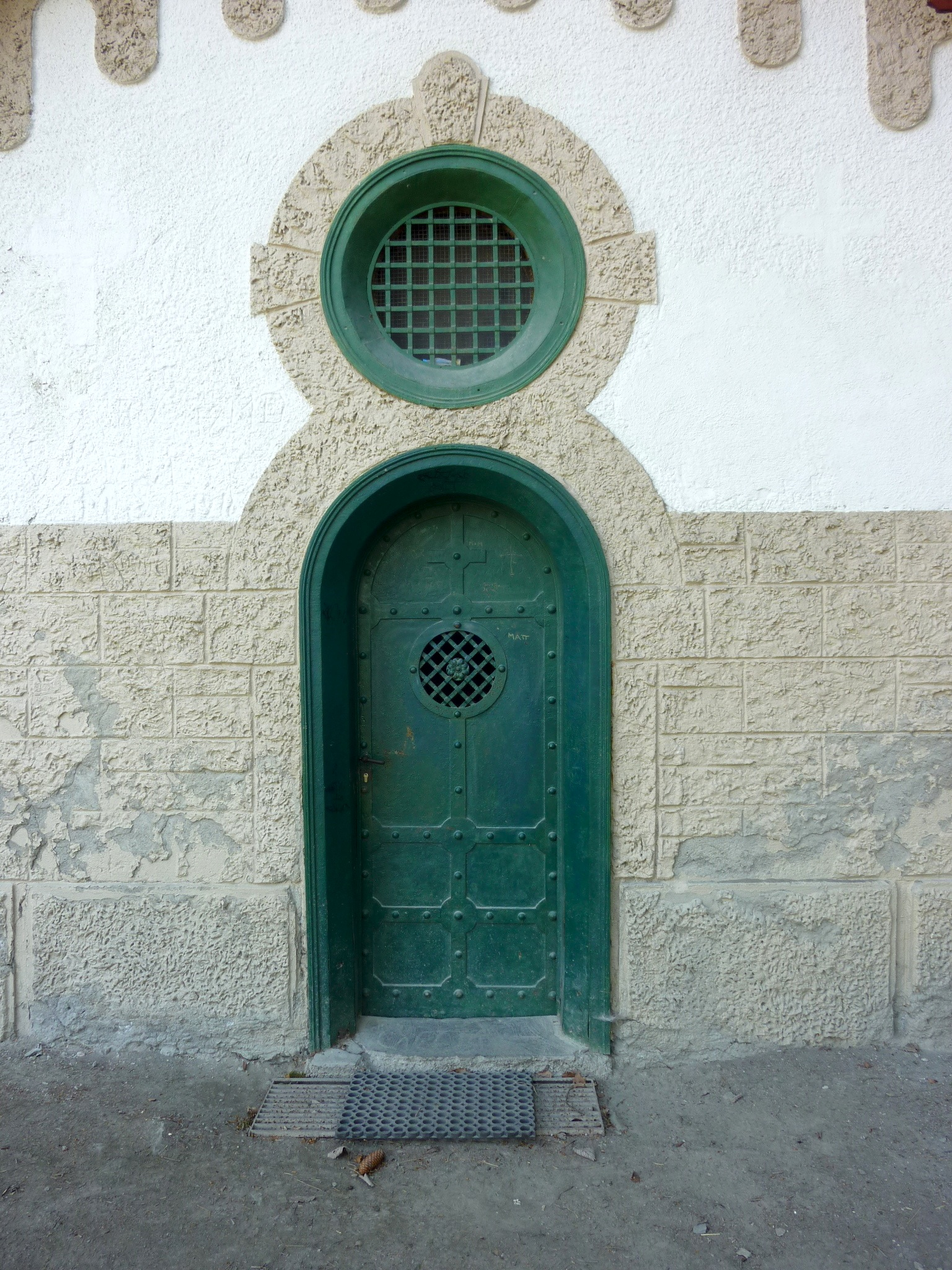
Eingangstür
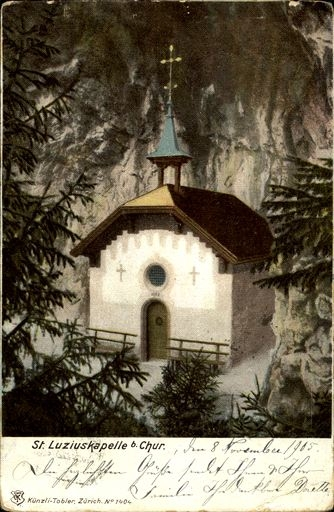
1905